# Mónica Aralí Soto Fregoso
Mónica Aralí Soto Fregoso (Ciudad Constitución, Baja California Sur, 18 de septiembre de 1970) es una abogada mexicana que se desempeña como Magistrada de la Sala Superior del Tribunal Electoral del Poder Judicial de la Federación (TEPJF) desde noviembre de 2016.

## Estudios
Obtuvo la licenciatura en Derecho por la Universidad Autónoma de Guadalajara (UAG); maestría en Educación con Especialidad en Docencia en la Universidad Internacional de la Paz, además de una especialidad en Justicia Electoral y un diplomado en Derecho Electoral, impartidos por el Tribunal Electoral del Poder Judicial de la Federación.

## Actividad profesional
Mónica se desempeñó como Asesora Jurídica de la Junta Local Ejecutiva del Instituto Federal Electoral (IFE) en Baja California Sur (1994 y 1996-1997); Técnica del Registro Federal Electoral en Jalisco (1995); Técnica en Proceso Electoral en la Junta Local Ejecutiva del IFE en Baja California Sur (1997-2003); Vocal de Capacitación Electoral y Educación Cívica de la 02 Junta Distrital Ejecutiva del IFE en Campeche (enero-abril de 2003) y Vocal de Capacitación Electoral y Educación Cívica de la 02 Junta Distrital Ejecutiva del IFE en Baja California Sur (2003-2007).
Fue designada por el H. Congreso del Estado de Baja California Sur como Magistrada de Numeraria del Tribunal Estatal Electoral de Baja California Sur (2007). En marzo de 2013 fue designada Magistrada de la Sala Regional Guadalajara del TEPJF, órgano que presidió hasta marzo de 2016.  A propuesta de la Suprema Corte de Justicia de la Nación (SCJN), el Senado de la República la eligió Magistrada Electoral de la Sala Superior del Tribunal Electoral del Poder Judicial de la Federación, por un periodo de 9 años, empezando su gestión el 4 de noviembre del mismo año.

## Actividad docente y académica
Profesora de la Universidad Autónoma de Baja California Sur, impartiendo las cátedras de “Sociología del Derecho”, “Derecho Electoral” y “Ética Jurídica”; Coordinadora de la materia de Género en la Tercera Generación de la Especialidad en Justicia Electoral del Tribunal Electoral del Poder Judicial de la Federación. Vocal de Capacitación Electoral y Educación Cívica, como actividad inherente al cargo, impartió de manera permanente clases, cursos y talleres de educación cívica, derechos humanos, principios y valores de la democracia, género y justicia, entre otros.

## Publicaciones
- Coautora de la obra Derecho Procesal Constitucional, con el capítulo III “El Ejercicio del Control de Convencionalidad por Jueces Mexicanos” que dirigió Eduardo Andrés Velandía Canosa, editorial Legis, mayo de 2015, Bogotá, Colombia.
- La Reforma Constitucional en Materia Político Electorales ¿Un Vuelco al Centralismo?, participación en el Monitor Democrático 2015 sobre el Nuevo Federalismo Electoral en México, coordinado por la editorial Procesos Editoriales Don José, S.A. de C.V., México, 2015.
- Las Elecciones Presidenciales 2012, bajo la coordinación de Luis J. Molina Piñeiro, José Fernanfo Ojesto Martínez Porcayo y María Leoba Castañeda Rivas, Talleres Geográficos de Jano S.A. de C.V., Estado de México, 2013.
- “El principio de proporcionalidad en tres piezas”, en el año 9 volumen 27 de la Revista Quid Iuris, Tribunal Estatal Electoral del Estado de Chihuahua, Chihuahua, 2014. Transparencia en Materia Electoral: El Acceso a las Boletas Utilizadas en una Elección en la revista Diálogo Electoral, año 5 no. 9, Tribunal Estatal Electoral del Estado de Veracruz, Veracruz, 2014.

- Datos: Q27797939